# バーケンティン

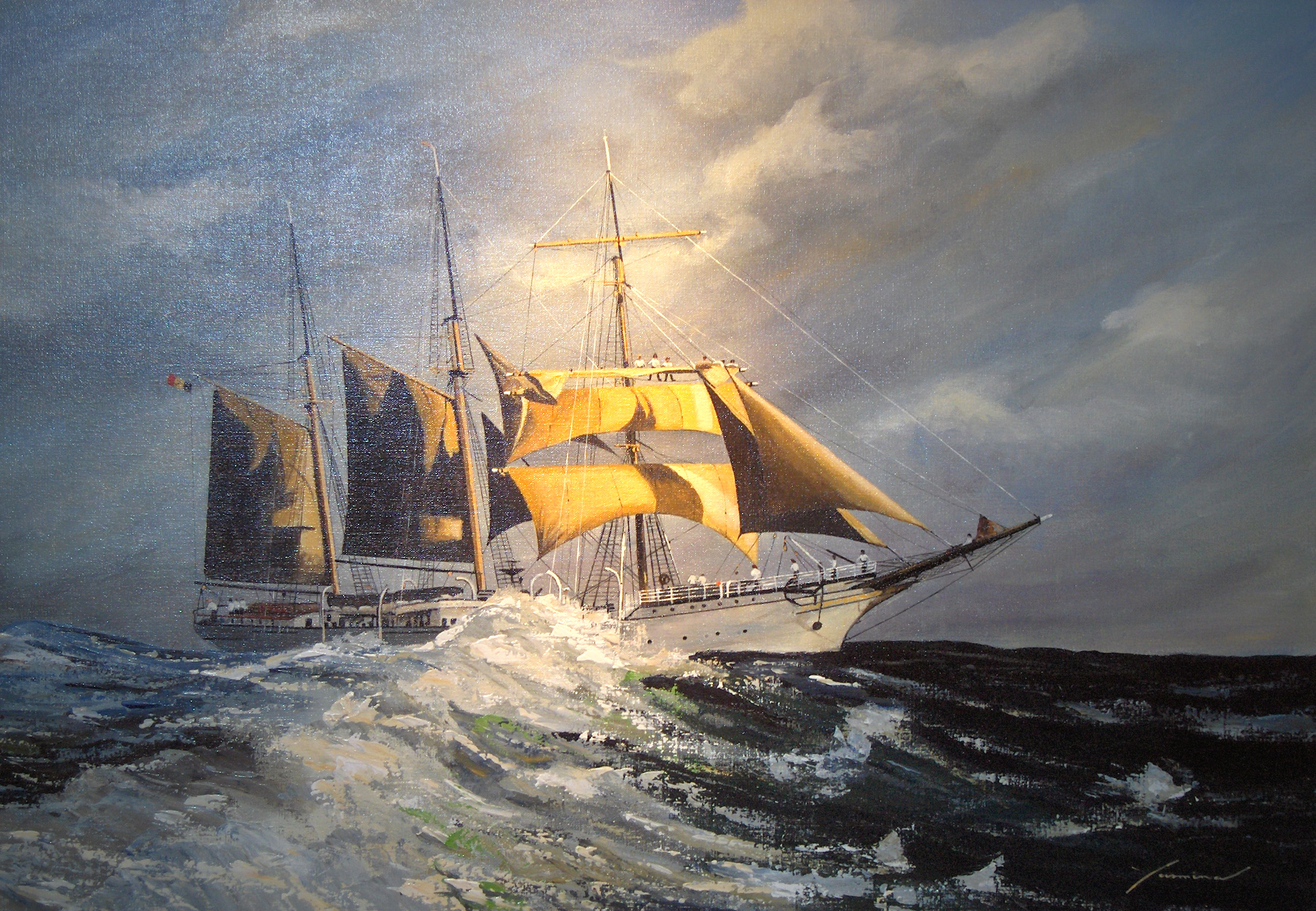
ドイツのバーケンティンMercatorの絵

バーケンティンの帆装図

バーケンティン（Barquentine）とは、帆船の1種である。
3本以上のマストを持つ帆船で、フォアマストにのみ横帆を、他のマストに縦帆持つものを指す。3本マストの場合フォア・メインマストの2つに横帆を持つものはバーク、全てのマストに縦帆を持つものはスクーナーであるため、その中間の意味でスクーナーバーク（Schooner barque）とも呼ばれる。
バーケンティンという名前は17世紀に名づけられた。「フォアマストのみ横帆を持つ」というブリガンティンとの共通点から、「ブリガンティン型のバーク」というニュアンスでバーケンティン（barque＋brigantine）という単語が生み出された。
シップやバークと比較して少ない船員で操帆が可能であり、また風上に向かって効率良く進むことが可能であることから、貨物船に適しているとして19世紀末に広く用いられた。横帆も持つことにより長距離航行も可能であり、操帆が容易な縦帆とを併せ持つ特徴から近年の練習船としても人気がある。